# World Curling Tour 2008/2009
Cykl rozgrywek Asham World Curling Tour 2008/2009 rozpoczął się 5 września 2008 w szwajcarskim Baden. W rywalizacji męskiej odbyły się 43 zawody a w rozgrywkach kobiet 30 imprez. Jednocześnie z cyklem WCT rozegrano World Curling Tour Europe, który zsumował wszystkie turnieje rozegrane w Europie.
Turnieje należące do Grand Slam of Curling wyróżniono. W Players’ Championships mogły startować jedynie drużyny kanadyjskie ponieważ wyniki tego turnieju liczą się w Canadian Olympic Curling Trials 2009.

## Mężczyźni
| Zawody                                                                                    | Zwycięzca         | Finalista          | Liczba drużyn | Pula nagród   | Nagroda zwycięzcy |
| ----------------------------------------------------------------------------------------- | ----------------- | ------------------ | ------------- | ------------- | ----------------- |
| Baden Masters Baden, 5-7 września 2008                                                    | Thomas Ulsrud     | David Murdoch      | 16            | 26 500 (CHE)  | 10 000 (CHE)      |
| Boston Pizza Shootout Edmonton, 18–21 września 2008                                       | Ted Appelman      | Pat Simmons        | 16            | 16 000 (CAD)  | 4500 (CAD)        |
| AMJ Campbell Shorty Jenkins Classic Brockville, 18–21 września 2008                       | Richard Hart      | Kerry Burtnyk      | 24            | 36 000 (CAD)  | 9400 (CAD)        |
| Radisson SAS Oslo Cup Oslo, 25–28 września 2008                                           | Thomas Ulsrud     | Kevin Martin       | 25            | 160 000 (NOK) | 10 922 (NOK)      |
| Twin Anchors Houseboat Cash Spiel Vernon, 2-5 października 2008                           | Bob Ursel         | Sean Geall         | 16            | 24 000 (CAD)  | 7500 (CAD)        |
| Swiss Cup Basel Bazylea, 3-6 października 2008                                            | Brad Gushue       | Ralph Stöckli      | 32            | 40 000 (CHF)  | 12 974 (CAD)      |
| Manitoba Lotteries Curling Classic Brandon, 10–13 października 2008                       | Jeff Stoughton    | Joel Jordison      | 24            | 40 000 (CAD)  | 12 000 (CAD)      |
| PriceWaterhouseCoopers Westcoast Curling Classic New Westminster, 10–13 października 2008 | Kevin Martin      | Randy Ferbey       | 32            | 64 000 (CAD)  | 16 000 (CAD)      |
| BDO Curling Classic Oakville, 10–13 października 2008                                     | Glenn Howard      | Mark Bice          | 32            | 60 000 (CAD)  | 15 000 (CAD)      |
| St. Paul Cashspiel St. Paul, 17–20 października 2008                                      | Pete Fenson       | Bryan Burgess      | 32            | 16 200 (USD)  | 5917 (USD)        |
| Meyers Norris Penny Charity Classic Medicine Hat, 17–20 października 2008                 | Ted Appelman      | Randy Bryden       | 27            | 37 400 (CAD)  | 11 000 (CAD)      |
| Bern Open Berno, 17–19 października 2008                                                  | Andreas Kapp      | Björn Zryd         | 32            | 42 000 (CHF)  | 12 500 (CHF)      |
| Strauss Crown of Curling Kamloops, 17–20 października 2008                                | Rick Folk         | Kevin Koe          | 32            | 50 000 (CAD)  | 12 000 (CAD)      |
| Coupe Quebec Quebec City, 23–27 października 2008                                         | Guy Hemmings      | Bryan Cochrane     | 32            | 21 000 (CAD)  | 6000 (CAD)        |
| Meyers Norris Penny Prairie Classic Portage, 24–27 października 2008                      | Glenn Howard      | Brad Heidt         | 32            | 57 000 (CAD)  | 18 000 (CAD)      |
| Flint Energy Classic Bonnyville, 24–27 października 2008                                  | Kevin Martin      | Jamie King         | 22            | 50 000 (CAD)  | 15 000 (CAD)      |
| Cactus Pheasant Classic Brooks, 30 października–2 listopada 2008                          | Glenn Howard      | Kevin Martin       | 24            | 70 000 (CAD)  | 22 000 (CAD)      |
| Red Deer Curling Classic Red Deer, 30 października–2 listopada 2008                       | Ted Appelman      | Dan Petryk         | 20            | 26 800 (CAD)  | 9000 (CAD)        |
| Yukon Title Curling Classic Fairbanks, 6-9 listopada 2008                                 | Leland Rich       | Greg Persinger     | 13            | 14 000 (USD)  | 7381 (USD)        |
| Duluth Cash Spiel Duluth, 7–10 listopada 2008                                             | Craig Brown       | Randy Neufeld      | 27            | 13 500 (USD)  | 6151 (USD)        |
| Best Western Wayside Inn Curling Classic Lloydminster, 7–10 listopada 2008                | Kevin Martin      | Warren Hassall     | 28            | 81 000 (CAD)  | 22 000 (CAD)      |
| Whites' Drug Store Curling Classic Swan River, 7–10 listopada 2008                        | Allan Lyburn      | Kelly Skinner      | 18            | 40 000 (CAD)  | 9000 (CAD)        |
| Lucerne Curling Trophy Lucerna, 13–16 listopada 2008                                      | Andreas Schwaller | Stefan Karnusian   | 24            | 25 000 (CHF)  | 10 000 (CHF)      |
| Masters of Curling Waterloo, 14–16 listopada 2008                                         | Glenn Howard      | Kevin Koe          | 18            | 100 000 (CAD) | 24 500 (CAD)      |
| Interlake Pharmacy Classic Stonewall, 20–24 listopada 2008                                | Jeff Stoughton    | Brad Haight        | 24            | 27 000 (CAD)  | 10 000 (CAD)      |
| Skookum WCT Cash Spiel Whitehorse, 20–23 listopada 2008                                   | Chris Schille     | Jason Larway       | 24            | 50 000 (CAD)  | 15 000 (CAD)      |
| Wainwright Roaming Buffalo Classic Wainwright, 21–24 listopada 2008                       | Shane Park        | Ted Appelman       | 24            | 40 000 (CAD)  | 12 000 (CAD)      |
| SunLife Financial Invitational Classic Brantford, 21–24 listopada 2008                    | Glenn Howard      | Jean-Michel Ménard | 32            | 47 000 (CAD)  | 11 000 (CAD)      |
| Challenge Casino de Charlevoix Clermont, 26-30 listopada 2008                             | Wang Fengchun     | Peter Steski       | 20            | 36 000 (CAD)  | 10 000 (CAD)      |
| Seattle Cash Spiel Seattle, 28-30 listopada 2008                                          | Mark Johnson      | Ken Watson         | 16            | 10 000 (USD)  | 3726 (USD)        |
| Dauphin Clinic Pharmacy Classic Dauphin, 28 listopada–1 grudnia 2008                      | Brendan Taylor    | Terry McNamee      | 32            | 30 000 (CAD)  | 8000 (CAD)        |
| PointOptical Curling Classic Saskatoon, 28 listopada–1 grudnia 2008                       | Eugene Hritzuk    | Joel Jordison      | 32            | 60 000 (CAD)  | 15 000 (CAD)      |
| Edinburgh International Curling Championships Edynburg, 28-30 listopada 2008              | Andreas Kapp      | Göran Carlsson     | 24            | 20 400 (CAD)  | 7587 (CAD)        |
| The Korbel Championship Madison, 5-7 grudnia 2008                                         | Greg Romaniuk     | Pete Fenson        | 30            | 16 000 (USD)  | 5013 (USD)        |
| The National Quebec City, 5-7 grudnia 2008                                                | Wayne Middaugh    | Brad Gushue        | 18            | 100 000 (CAD) | 24 500 (CAD)      |
| Diversified Transportation Canada Cup Qualifier Edmonton, 11–15 grudnia 2008              | Bob Ursel         | Kevin Martin       | 44            | 76 000 (CAD)  | 12 000 (CAD)      |
| Super One Shoot-out @ Curl Mesabi Eveleth, 19–21 grudnia 2008                             | Tyler George      | Cassandra Potter   | 32            | 20 000 (USD)  | 7304 (USD)        |
| Ramada Perth Masters Perth, 8–11 stycznia 2009                                            | Kevin Koe         | Thomas Ulsrud      | 32            | 32 500 (GBP)  | 9116 (GBP)        |
| BDO Canadian Open of Curling Winnipeg, 22–25 stycznia 2009                                | Glenn Howard      | Kevin Martin       | 18            | 100 000 (CAD) | 24 000 (CAD)      |
| Prague Grand Prix Praga, 30 stycznia–1 lutego 2009                                        | Chris Schille     | Jan Hauser         | 24            | 21 000 (CAD)  | 7126 (CAD)        |
| DEKALB Superspiel Morris, 19–23 marca 2009                                                | Vic Peters        | Randy Dutiaume     | 16            | 26 500 (CAD)  | 8000 (CAD)        |
| Bear Mountain Arena Classic Victoria, 26–29 marca 2009                                    | Wayne Middaugh    | Mike McEwen        | 24            | 81 100 (CAD)  | 25 000 (CAD)      |
| Grey Power Players’ Championship Grande Prairie, 14–19 kwietnia 2009                      | Randy Ferbey      | Glenn Howard       | 16            | 100 000 (CAD) | 25 000 (CAD)      |

## Kobiety
| Zawody                                                                        | Zwycięzca             | Finalista             | Liczba drużyn | Pula nagród   | Nagroda zwycięzcy |
| ----------------------------------------------------------------------------- | --------------------- | --------------------- | ------------- | ------------- | ----------------- |
| Boston Pizza Shootout Edmonton, 18–21 września 2008                           | Mirjam Ott            | Wang Bingyu           | 20            | 18 000 (CAD)  | 3900 (CAD)        |
| AMJ Campbell Shorty Jenkins Classic Brockville, 18–21 września 2008           | Marie-France Larouche | Eve Bélisle           | 12            | 16 000 (CAD)  | 5300 (CAD)        |
| Radisson SAS Oslo Cup Oslo, 25–28 września 2008                               | Kelly Wood            | Anette Norberg        | 20            | 20 000 (CAD)  | 7330 (CAD)        |
| CUETS Schmirler Curling Classic Regina, 26–29 września 2008                   | Shannon Kleibrink     | Krista McCarville     | 30            | 47 000 (CAD)  | 12 000 (CAD)      |
| Twin Anchors Houseboat Cashspiel Vernon, 2-5 października 2008                | Shannon Kleibrink     | Kelly Scott           | 24            | 38 000 (CAD)  | 10 000 (CAD)      |
| REMAX Womens Masters Basel Bazylea, 10–12 października 2008                   | Anette Norberg        | Edith Loudon          | 24            | 30 000 (CAD)  | 10 306 (CAD)      |
| Trail Appliances Curling Classic Calgary, 10–13 października 2008             | Shannon Kleibrink     | Cheryl Bernard        | 32            | 56 000 (CAD)  | 14 000 (CAD)      |
| Strauss Crown of Curling Kamloops, 17–20 października 2008                    | Mi-Yeon Kim           | Marla Mallett         | 24            | 34 000 (CAD)  | 8000 (CAD)        |
| Meyers Norris Penny Charity Classic Medicine Hat, 17–20 października 2008     | Casey Scheidegger     | Lisa Johnson          | 24            | 22 500 (CAD)  | 6000 (CAD)        |
| Zurich Womens Masters Zurych, 17–19 października 2008                         | Andrea Schöpp         | Michèle Jaeggi        | 12            | 25 000 (CHF)  | 10 000 (CHF)      |
| Southwestern Ontario Womens Charity Cashspiel London, 17–20 października 2008 | Rachel Homan          | Wang Bingyu           | 32            | 35 000 (CAD)  | 11 000 (CAD)      |
| Coupe Quebec Quebec City, 23–27 października 2008                             | Marie-France Larouche | Allison Ross          | 16            | 8000 (CAD)    | 2500 (CAD)        |
| Casinos of Winnipeg Classic Winnipeg, 24–27 października 2008                 | Michelle Englot       | Kelly Scott           | 32            | 62 000 (CAD)  | 16 000 (CAD)      |
| Stockholm Ladies Cup Danderyd, 30 października–2 listopada 2008               | Stina Viktorsson      | Binia Feltscher-Beeli | 16            | 50 000 (SEK)  | 18 000 (SEK)      |
| Red Deer Curling Classic Red Deer, 30 października–2 listopada 2008           | Cheryl Bernard        | Shannon Kleibrink     | 32            | 32 000 (CAD)  | 9000 (CAD)        |
| Duluth Cash Spiel Duluth, 7–10 listopada 2008                                 | Krista McCarville     | Amy Wright            | 15            | 8250 (USD)    | 3691 (USD)        |
| Colonial Square Ladies Classic Saskatoon, 7–10 listopada 2008                 | Stefanie Lawton       | Michelle Englot       | 32            | 35 000 (CAD)  | 10 000 (CAD)      |
| Royal Lepage OVCA Womens Fall Classic North Grenville, 7-9 listopada 2008     | Rachel Homan          | Sherry Middaugh       | 24            | 12 000 (CAD)  | 5000 (CAD)        |
| Wayden Transportation Ladies Classic Abbotsford, 14–17 listopada 2008         | Jennifer Jones        | Stefanie Lawton       | 32            | 60 000 (CAD)  | 16 000 (CAD)      |
| Interlake Pharmacy Classic Stonewall, 20–24 listopada 2008                    | Kim Link              | Kerri Flett           | 26            | 11 250 (CAD)  | 5000 (CAD)        |
| SunLife Financial Invitational Classic Brantford, 21–24 listopada 2008        | Marie-France Larouche | Jacqueline Harrison   | 32            | 47 000 (CAD)  | 11 000 (CAD)      |
| Sobeys Slam New Glasgow, 27-30 listopada 2008                                 | Marie-France Larouche | Stefanie Lawton       | 32            | 60 000 (CAD)  | 16 000 (CAD)      |
| VCC Ladies Totem Cashspiel Vancouver, 28-30 listopada 2008                    | Marla Mallett         | Ashleigh Clark        | 12            | 9000 (CAD)    | 2800 (CAD)        |
| International ZO Womens Tournament Wetzikorn, 28-30 listopada 2008            | Mirjam OttC           | Marlene Albrecht      | 24            | 14 000 (CHF)  | 6000 (CHF)        |
| Boundary Ford Curling Classic Lloydminster, 28 listopada–1 grudnia 2008       | Kristie Moore         | Andrea McCutcheon     | 32            | 30 000 (CAD)  | 8000 (CAD)        |
| John Shea Insurance Canada Cup Qualifier Ottawa, 11–15 grudnia 2008           | Marie-France Larouche | Amber Holland         | 44            | 76 000 (CAD)  | 12 000 (CAD)      |
| International Bernese Ladies Cup Berno, 9–11 stycznia 2009                    | Shannon Kleibrink     | Andrea Schöpp         | 32            | 20 000 (CHF)  | 5000 (CHF)        |
| Glynhill Ladies International Glasgow, 16–19 stycznia 2009                    | Jennifer Jones        | Binia Feltscher-Beeli | 24            | 8 000(GBP)    | 2500 (GBP)        |
| DEKALB Superspiel Morris, 19–13 marca 2009                                    | Crystal Webster       | Eve Bélisle           | 12            | 15 450 (CAD)  | 5250 (CAD)        |
| Grey Power Players’ Championship Grande Prairie, 14–19 kwietnia 2009          | Jennifer Jones        | Shannon Kleibrink     | 16            | 100 000 (CAD) | 25 000 (CAD)      |

## Rankingi
Ranking końcowy
| #  | Drużyna        | CAD$    |
| -- | -------------- | ------- |
| 1  | Glenn Howard   | 139 900 |
| 2  | Kevin Martin   | 132 553 |
| 3  | Randy Ferbey   | 91 000  |
| 4  | Brad Gushue    | 75 624  |
| 5  | Wayne Middaugh | 75 094  |
| 6  | Jeff Stoughton | 62 000  |
| 7  | Mike McEwen    | 61 600  |
| 8  | Kevin Koe      | 58 366  |
| 9  | Kerry Burtnyk  | 49 552  |
| 10 | Chris Schille  | 45 417  |
| 11 | Ted Appelman   | 42 500  |
| 12 | Joel Jordison  | 39 400  |
| 13 | Thomas Ulsrud  | 36 944  |
| 14 | David Murdoch  | 29 530  |
| 15 | Brad Heidt     | 25 100  |

| #  | Drużyna               | CAD$   |
| -- | --------------------- | ------ |
| 1  | Shannon Kleibrink     | 66 788 |
| 2  | Jennifer Jones        | 55 669 |
| 3  | Cheryl Bernard        | 47 050 |
| 4  | Marie-France Larouche | 46 800 |
| 5  | Stefanie Lawton       | 42 000 |
| 6  | Kelly Scott           | 35 500 |
| 7  | Sherry Middaugh       | 33 600 |
| 8  | Rachel Homan          | 31 200 |
| 9  | Michelle Englot       | 28 000 |
| 10 | Wang Bingyu           | 25 718 |
| 11 | Heather Rankin        | 22 250 |
| 12 | Cathy King            | 20 300 |
| 13 | Crystal Webster       | 19 500 |
| 14 | Krista McCarville     | 18 691 |
| 15 | Anette Norberg        | 17 647 |
| -  | Marta Szeliga-Frynia  | 322    |